# Bürgermeisterei Herchen

Herchen gehörte auch einmal zum Kreis Siegen

Die Bürgermeisterei Herchen war ein Verwaltungsbezirk im Siegkreis. Bis 1806 gehörte Herchen zum Amt Windeck, danach zum Kanton Eitorf. Hieraus wurde später die Gemeinde Herchen.
Zu der früher eigenständigen Gemeinde Herchen gehörten neben dem eigenen Kirchspiel das 1808 eingegliederte Kirchspiel Leuscheid.
1830 bestand die Bürgermeisterei aus zwei Dörfern, 27 Weilern und drei Höfen. In ihr lagen sechs Kirchen und Kapellen, sieben öffentliche Gebäude, 467 Privathäuser und fünf Mühlen. Von den 2553 Einwohnern waren 1757 evangelischen, 783 katholischen und 13 jüdischen Glaubens.
1845 umfasste das Kirchspiel Herchen die Ortschaften
Altenherfen, Bitzerhof, Engelsbruch, Gerressen, Gutmannseichen, Herchen, Herchermühle (Mahlmühle), Lüttershausen, Neuenhof, Nieder- u. Ober-Rieferath, Ohmbach, Onkelmühle (Wassermühle), Richardshohn, Ringenstellen, Röcklingen, Stromberg und Übersehn. Engelsbruch und Bitzerhof waren 1830 noch nicht verzeichnet.
Das Kirchspiel Leuscheid bestand damals aus den Ortschaften
Bitze, Bonhof, Dahlhausen, Ehrentalsmühle, Eutscheid, Himmeroth, Hundhausen, Kocherscheid, Kuchhausen, Leidhecke, Leuscheid, Locksiefen, Mittelirsen, Niederalsen, Niederleuscheid, Niedersaal, Oberalsen, Obersaal, Reidershof, Röhrigshof, Schabernack, Schneppe, Werfen und Werfermühle (Wassermühle).
1888 hatte die Gemeinde/Bürgermeisterei 4619 Hektar Land, davon 1680 ha Ackerland, 270 ha Wiesen und 2266 ha Holzungen. Die Gemeinde hatte 45 Wohnplätze mit 746 Wohngebäuden und 696 Haushalten. Es gab 3311 Einwohner, davon 2412 evangelisch. 872 Personen waren Katholiken, 23 andere Christen und es gab vier jüdische Bürger. Ottofeld und Ottohof bei Herchen und Sangerhof bei Leuscheid waren neu als Ortsteile hinzugekommen.

## Einwohner
Einwohnerzahlen der Gemeinde Herchen:
| Jahr | Einwohner |
| ---- | --------- |
| 1808 | 2.728     |
| 1910 | 3.514     |
| 1925 | 3.756     |
| 1933 | 3.644     |
| 1939 | 4.018     |

## Wappen
Das Wappen der Gemeinde Herchen zeigte den aufrechten, doppelschwänzigen bergischen Löwen.

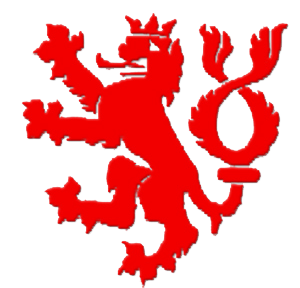
Bergischer Löwe in Wappenform

Maire bzw. Bürgermeister der Gemeinde Herchen:
| Jahr                    | Bürgermeister                  |
| ----------------------- | ------------------------------ |
| 1811 - 15.02.1815       | Johann Gerhard Anton Überzezig |
| 1815 - 1819             | Johann Peter Schildgen         |
| 1819 - 1846             | Friedrich Lenz                 |
| 1846 - 1851             | Heinrich Wilhelm Otto          |
| 1851 - 1864             | Karl Theodor Komp              |
| 1864 - 1868             | Ludwig Heuser                  |
| 1868 - 1871             | Josef Commer                   |
| 1871 - 1873             | Wilhelm Gansäuer               |
| 1873 - 1887             | Guido Alberty                  |
| 1887 - 1893             | Herr Lichtenthäler             |
| 1893 - 1930             | Philipp Dörmer                 |
| 1930 - 1931             | Herr Manner                    |
| 01.05.1931 - 13.10.1932 | Walter Tersteegen              |
| 01.06.1933 - 1935       | Otto Simon                     |
| 1935 - 1937             | Karl Schmidt                   |
| 03.01.1938 - 23.09.1938 | Herr Esser                     |
| 23.09.1938 - 1939       | Dr. Orth                       |
| 01.06.1939 - 24.06.1940 | Herr Brüning / Karl Schmidt    |
| 11.03.1940 - 1944       | Karl Schmidt                   |
| 1944 - 1946             | Alfred Kuttenkeuler            |
| 06.02.1946 - 30.09.1946 | Armin Vogel                    |
| 01.10.1946 - Mai 1947   | Albrecht Land                  |
| Mai 1947 - 30.04.1960   | Gemeindedirektor Josef Dahmen  |

Bereits am 5. Oktober 1932 wurde Adolf Hitler Ehrenbürger der Bürgermeisterei Herchen. Der Antrag war von Robert Ley und der starken NSDAP-Fraktion des Gemeinderates ausgegangen.